# Werner Max Moser

Barrio de Neubühl en Zúrich (1930-1932), de Werner Max Moser, Emil Roth, Rudolf Steiger, Max Ernst Haefeli, Carl Hubacher, Paul Artaria y Hans Schmidt

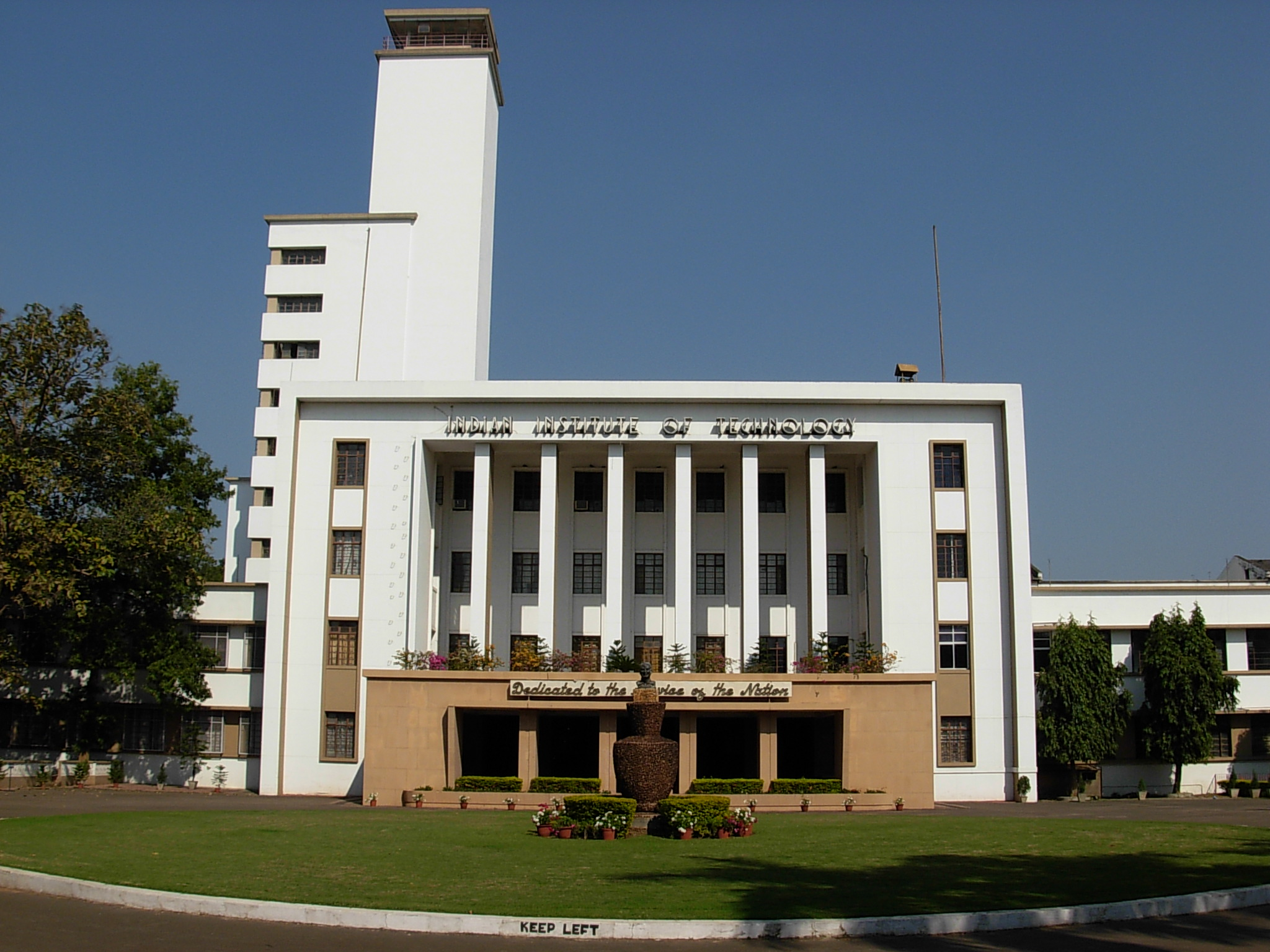
Indian Institute of Technology, Kharagpur, India (1951)

Werner Max Moser (Karlsruhe, 16 de julio de 1896-Zúrich, 19 de agosto de 1970) fue un arquitecto racionalista suizo. 

## Trayectoria
Fue hijo del arquitecto Karl Moser, del que fue alumno en la Escuela Politécnica Federal de Zúrich. Amplió sus estudios en la Universidad de Stuttgart con Paul Bonatz. Titulado en 1921, trabajó entre 1921 y 1923 con Marinus Jan Granpré Molière en Rótterdam, donde trabó amistad con Mart Stam. Entre 1923 y 1926 se instaló en Estados Unidos, donde trabajó para Frank Lloyd Wright, del que recibió una notable influencia. De regreso a su país trabajó para su padre, hasta que en 1928 abrió su propio despacho en Zúrich, en el que trabajó asociado puntualmente a Emil Roth.
En 1928 fue uno de los miembros fundadores del CIAM (Congreso Internacional de Arquitectura Moderna), fundado en el castillo de La Sarraz en Suiza. Ese año inició la construcción de un asilo de ancianos en Frankfurt junto a Mart Stam y Ferdinand Kramer, finalizado en 1930. Entre los mismos años realizó la villa Hagman en Zúrich.
Entre 1930 y 1932 fue uno de los arquitectos constructores de la nueva urbanización tipo Werkbundsiedlung del barrio de Neubühl en Zúrich (1930-1932), junto a Emil Roth, Rudolf Steiger, Max Ernst Haefeli, Carl Hubacher, Paul Artaria y Hans Schmidt, un claro ejemplo de viviendas colectivas de carácter popular como los elaborados en Alemania, con un trazado de casas unifamiliares adosadas en hilera.
En 1932 participó en la exposición El niño y su escuela celebrada en Zúrich. En 1936 proyectó con Haefeli la piscina Allenmoos cerca de Zúrich y, al año siguiente, se asoció con Haefeli y Steiger, con los que realizó diversos proyectos, entre los que destaca la Casa de Congresos en Zúrich (1937-1939), construida para la Exposición Nacional Suiza de 1939, un complejo polivalente formado por dos salas de espectáculos articuladas en escuadra con un volumen más bajo para el público.
Su siguiente proyecto fue la iglesia de Altstetten cerca de Zúrich (1938-1941), una obra que influyó notablemente en la arquitectura religiosa de la Suiza alemana de entonces. Con sus asociados construyó a continuación la piscina Im Moos en Schlieren (1948), así como el Hospital universitario de Zúrich, en colaboración con Hermann Fietz, Josef Schütz y Hermann Weideli, un complejo situado junto a la Escuela Politécnica que inauguró una nueva concepción urbanística de integración con zonas verdes para salvaguardar un máximo de espacio libre. Posteriormente construyó con sus asociados el barrio de viviendas de Hohenbühl en Zúrich (1951-1953), un pabellón en el Zoo de Zúrich (1954-1959), un edificio para la empresa Eternit S.A. en Niederurnen (1953-1954) y el edificio comercial Zur Palme en Bleicherweg, Zúrich (1960-1964). Fue autor también del Indian Institute of Technology en Kharagpur, India (1951).
Moser fue enterrado en el cementerio de Fluntern, en un panteón familiar con su padre, su madre Euphemie (de soltera Lorenz, 1866-1947), su esposa Silva (de soltera Schindler, 1895-1986), así como Doris Moser (1908-1973) y Herta Moser (1901-1982).